# フェニルアセトン
フェニルアセトン（英: Phenylacetone）は、アセトンのα水素の1つがフェニル基で置換された有機化合物の一種である。フェニル-2-プロパノンの略称からP2Pとも表記される。

## 製造
屈折率は 1.5168。メタンフェタミンやアンフェタミンの原料となるため、麻薬及び向精神薬の不正取引の防止に関する国際連合条約や日本の覚醒剤取締法により、製造・輸入・販売・保有に制限を受ける。